# Les Avins
Les Avins (en wallon Les Åvins) est une section de la commune belge de Clavier située en Région wallonne dans la province de Liège. C'était une commune à part entière avant la fusion des communes de 1977. Sur son territoire se situe également le hameau de Petit-Avin.
Depuis 2004, c'est le siège de l'accueil extra-scolaire de la Commune de Clavier.

## Démographie
- Sources:INS, Rem:1831 jusqu'en 1970=recensements, 1976= nombre d'habitants au 31 décembre

## Histoire
- Les fouilles archéologiques menées dans trois grottes d'Avins montrent que le site était déjà habité à l'époque néolithique[1]. Les grottes servaient de sépulture collective. On y a trouvé des vestiges datant du Néolithique (de 4540 ans avant notre époque) au Moyen Âge et et les restes d'un ours brun.

- La bataille des Avins s’y déroula le 20 mai 1635, opposant les troupes françaises composées de 35000 hommes du maréchal de Brézé à 14000 Espagnols du prince Thomas de Savoie qui y furent vaincus dans le cadre de la guerre de Trente Ans, enregistrant des pertes de 5000 hommes.

## Patrimoine et culture

### Patrimoine architectural et sites
La localité posée sur un relief escarpé taillé par le Hoyoux compte une église ainsi que de nombreuses maisons, fermes et fermettes bâties en pierre calcaire. Les trois grottes ossuaires néolithiques des Avins peuvent être visités par la rue de la Vanne.

## Galerie

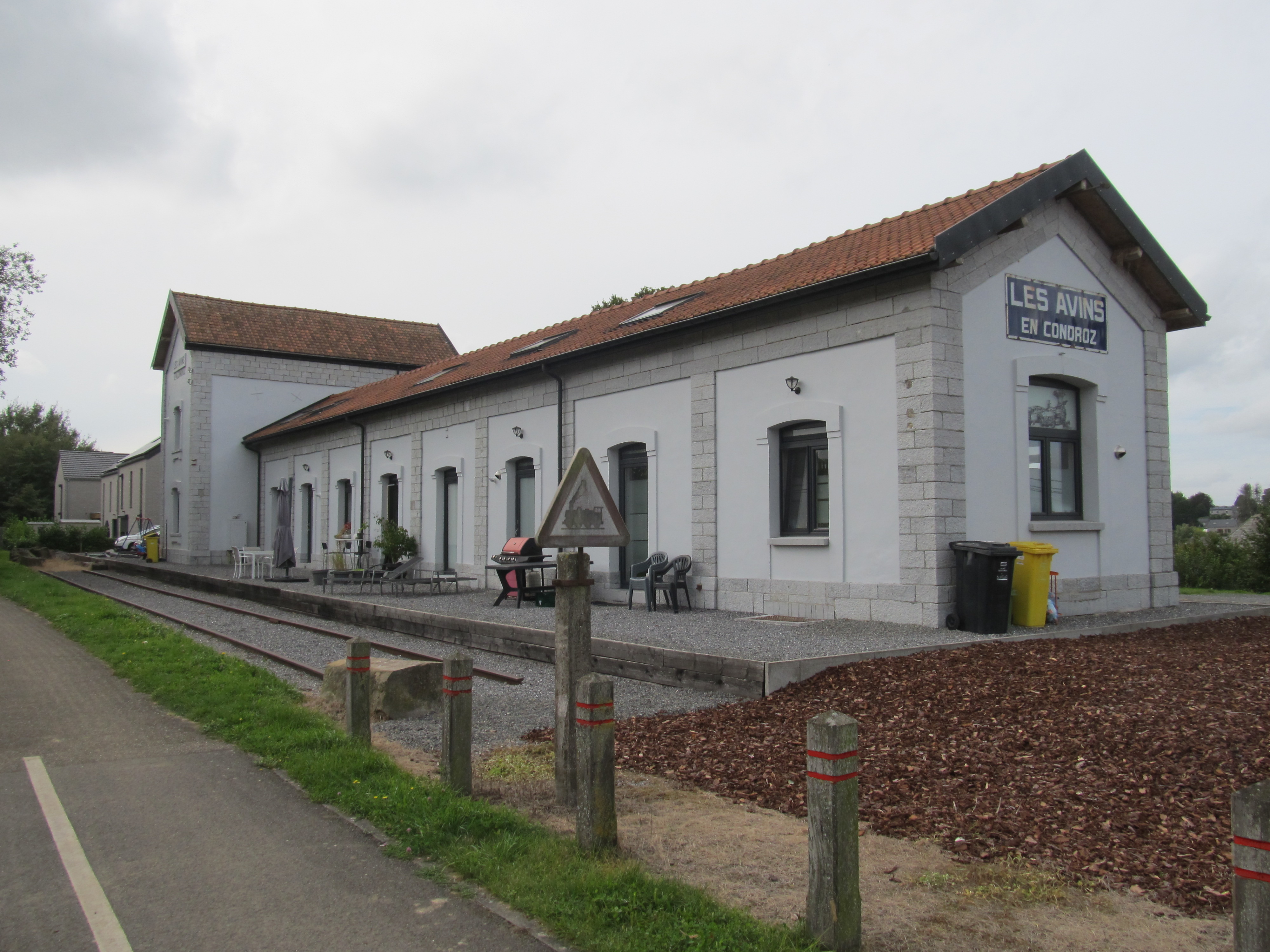
Ancienne gare des Avins-en-Condroz
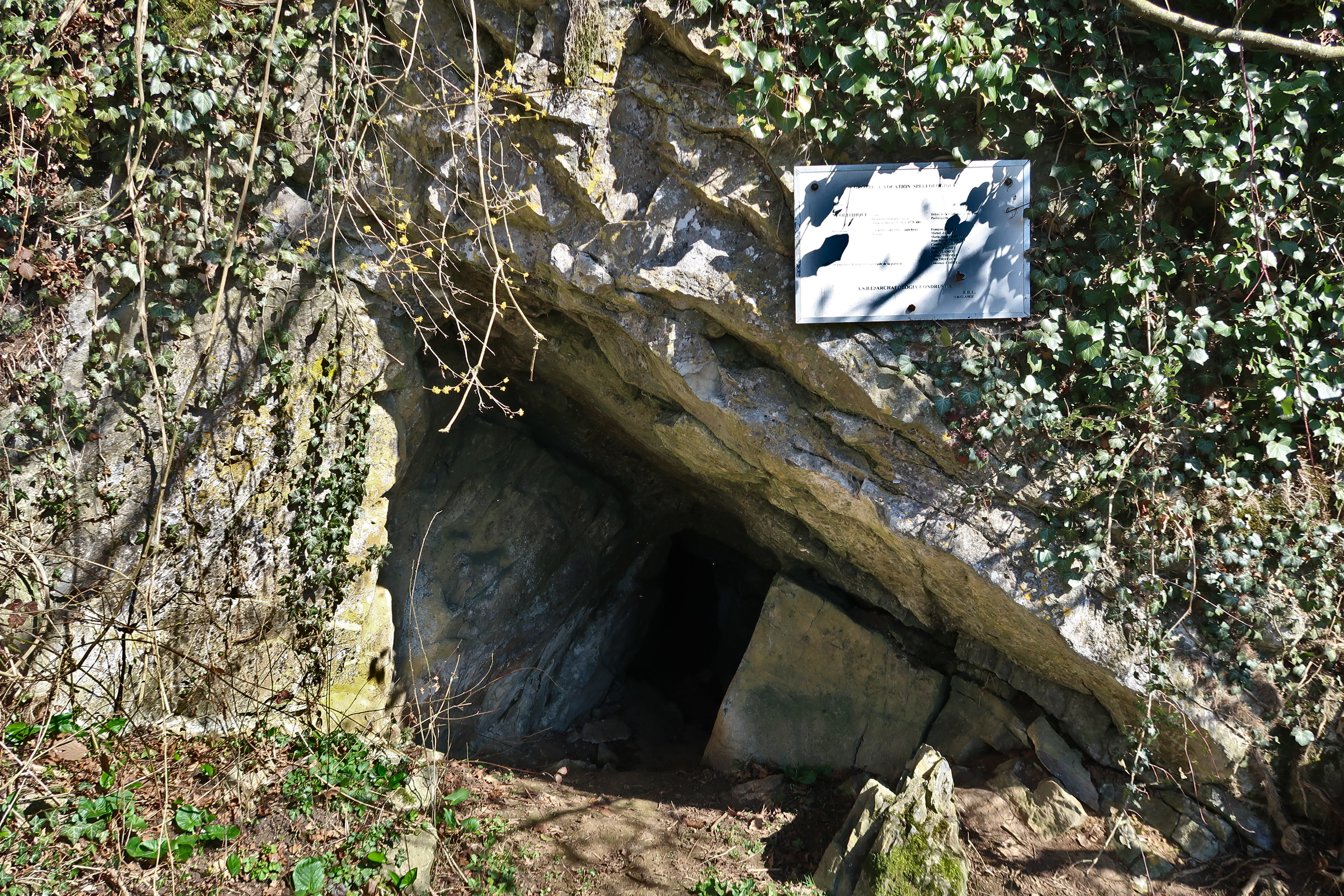
Grotte ossuaire en Les Avins